# Tetraselmis
Tetraselmis, rod zelenih algi, dio je porodice Chlorodendraceae. Sastoji se od 33 priznatih vrsta,

## Vrste
1. Tetraselmis alacris Butcher
2. Tetraselmis apiculata (Butcher) Butcher
3. Tetraselmis arnoldii (Proshkina-Lavrenko) R.E Norris, Hori & Chihara
4. Tetraselmis ascus (Proskauer) R.E.Norris, Hori & Chihara
5. Tetraselmis astigmatica R.E.Norris & Hori
6. Tetraselmis bilobata (Roukhiyajnen) R.E.Norris, Hori & Chihara
7. Tetraselmis bolosiana (Margalef) R.E.Norris, Hori & Chihara
8. Tetraselmis chui Butcher
9. Tetraselmis contracta (N.Carter) Butcher
10. Tetraselmis convolutae (Parke & Manton) R.E.Norris, Hori & Chihara
11. Tetraselmis cordiformis (H.J.Carter) F.Stein - tipična
12. Tetraselmis desikacharyi Marin, Hoef-Emden & Melkonian
13. Tetraselmis elliptica (G.M.Smith) R.E.Norris, Hori & Chihara
14. Tetraselmis fontiana (Margalef) R.E.Norris, Hori & Chihara
15. Tetraselmis gracilis (Kylin) Butcher
16. Tetraselmis hazenii Butcher
17. Tetraselmis helgolandica (Kylin) Butcher
18. Tetraselmis impellucida (McLachlan & Parke) R.E.Norris, Hori & Chihara
19. Tetraselmis inconspicua Butcher
20. Tetraselmis indica Arora & Anil
21. Tetraselmis levis Butcher
22. Tetraselmis limnetis Stokes
23. Tetraselmis maculata Butcher
24. Tetraselmis marina (Cienkowski) R.E.Norris, Hori & Chihara
25. Tetraselmis mediterranea (Lucksch) R.E. Norris, Hori & Chihara
26. Tetraselmis micropapillata (Ålvik) Butcher
27. Tetraselmis striata Butcher
28. Tetraselmis subcordiformis (Wille) Butcher
29. Tetraselmis suecica (Kylin) Butcher
30. Tetraselmis tetrathele (West) Butcher
31. Tetraselmis verrucosa Butcher
32. Tetraselmis viridis (Rouchijajnen) R.E.Norris, Hori & Chihara
33. Tetraselmis wettsteinii (J.Schiller) Throndsen

### Sinonimi
- Tetraselmis bichlora (H.Ettl & O.Ettl) R.E.Norris, Hori & Chihara = Scherffelia bichlora (H.Ettl & O.Ettl) Massjuk & Lilitsk
- Tetraselmis incisa (Nygaard) R.E.Norris, Hori & Chihara = Scherffelia incisa (Nygaard) Massjuk & Lilitsk
- Tetraselmis rubens Butcher = Tetraselmis verrucosa f. rubens (Butcher) Hori, Norris & Chihara